# Gianni Mancuso
Gianni Mancuso (San Pellegrino Terme, 24 luglio 1957) è un politico italiano.

## Biografia
È laureato in Medicina Veterinaria e pratica la professione di medico veterinario come libero professionista.
È Presidente dell'Ente Nazionale Previdenza e Assistenza dei Veterinari (ENPAV), e presidente del suo Comitato Esecutivo.
È stato consigliere comunale a Novara dal 1987 al 2001, consigliere provinciale dal 1994 al 1995 e consigliere regionale da quell'anno al 2000 e nella successiva legislatura.
Alle elezioni politiche del 2001 è stato eletto alla Camera dei Deputati, ed è stato rieletto nel 2006.
Il 18 giugno 2007 in seguito alla Lettera aperta sulle leggi sul copyright inviata da alcuni wikipediani alle istituzioni italiane ha scritto un'interrogazione parlamentare al Ministro per i beni e le attività culturali Francesco Rutelli.
Alle Elezioni politiche del 2008 è stato riconfermato alla Camera dei Deputati nella lista del PDL ed è stato nominato Segretario della XII Commissione (Affari Sociali).